# Unternehmen Sonnenwende (Elsass)
Unternehmen Sonnenwende war im Zweiten Weltkrieg eine deutsche Angriffsoperation im Januar 1945 und Teil des Unternehmen Nordwind. Das strategische Ziel des Unternehmen Sonnenwende war ein Gebiet in Form eines Dreiecks zwischen den Flüssen Ill und Rhein bei den Ortschaften Erstein und Schlettstadt. Das Gebiet um Erstein sollte im Falle einer Einkesselung von Straßburg als Sprungbrett für einen Vorstoß auf das etwa 15 Kilometer weiter nördlich gelegene Molsheim dienen. Der Angriff sollte vom nördlichsten Punkt des Brückenkopf Elsass aus durch eine deutsche Infanteriedivision erfolgen, verstärkt durch eine Panzerbrigade. In den ersten Tagen erzielten die deutschen Truppen schnelle Fortschritte und umzingelten und zerstörten sogar ein französisches Bataillon. Doch die französischen Truppen in diesem Gebiet verhinderten, dass die Deutschen die Ill überqueren konnten, und so kam die Offensive schnell zum Stillstand. Der Vorstoß nach Molsheim wurde nicht weiter verfolgt.

## Einleitung
Kurz nach Beginn der deutschen Ardennenoffensive konzentrierte sich die US-amerikanische 3. Armee vollständig auf die Ardennen. Die US-amerikanische 7. Armee übernahm daraufhin einen Teil der Frontlinie der 3. Armee. Infolgedessen musste auch die französische 1. Armee ihre Frontlinie im Elsass ausdehnen. Inzwischen planten die Deutschen eine neue Offensive, Unternehmen Nordwind, in Elsass-Lothringen.

## Der deutsche Plan
Der Plan für das Unternehmen Nordwind, der Ende Dezember 1944 ins Leben gerufen wurde, sah vor, die nördlichen Vogesen zu attackieren und sollte von der deutschen 1. Armee durchgeführt werden. Dieser Angriff war für den 31. Dezember 1944 geplant. Außerdem sollte die 19. Armee auch zwei Angriffe auf beiden Seiten von Straßburg durchführen. Der eine war ein Angriff über den Rhein bei Gambsheim, der tatsächlich am 5. Januar 1945 begann. Der andere startete am 7. Januar 1945 aus dem Brückenkopf Elsass in Richtung Norden.
Im ursprünglichen Plan war der letztere Angriff eigentlich ein Nebenangriff mit „Bataillonsangriffen“. In den ersten Januartagen 1945 erhielt der Stab des LXIV. Armeekorps den Befehl, einen Angriff von der Linie Diebolsheim-Hilsenheim nach Norden vorzubereiten. Das vorläufige Ziel war der Fluss Ill und einen Sektor von Erstein bis Sélestat (Deutsch: Schlettstadt) zu besetzen. Zwei Tage vor dem festgesetzten Starttermin am 7. Januar sollte die 198. Infanteriedivision einen kleinen Angriff auf Neunkirch starten, mit dem Ziel, Gefangene zu machen und Informationen zu sammeln. Der von oben genehmigte Plan des Armeekorps sah einen Angriff entlang der Westseite des Rhein-Rhône-Kanals vor.

## Eingesetzte Truppenteile

### Wehrmacht
Das Oberkommando dieser Operation lag bei der Heeresgruppe Oberrhein unter Reichsführer SS Heinrich Himmler. Die Durchführung oblag der 19. Armee unter dem Kommando von General der Infanterie Siegfried Rasp. Rasp hatte das LXIV. Armeekorps unter General der Infanterie Hellmuth Thumm mit der Durchführung des Angriffs beauftragt.
Der Hauptangriff sollte von der 198. Infanteriedivision unter dem Kommando von Generalmajor Otto Schiel durchgeführt werden. Diese Division verfügte über drei Regimenter: die Grenadierregimenter 305, 308 und 326 und hatte eine Gefechtsstärke von 2692 Mann. Zudem wurde eine relativ starke gepanzerte Streitmacht zusammengezogen, bestehend aus:
- Panzerbrigade 106 Feldherrnhalle unter dem Kommando von Oberst Franz Bäke (ab dem 12. Januar 1945 ersetzt durch Major Bernhard von Schkopp). Diese Brigade verfügte einsatzbereit über 1 Panzer IV, 3 Panther, 1 Jagdpanzer IV und 3 Flakpanzer.[6][7][8]
- Kampfgruppe Noak unter dem Kommando von Major Karl-Heinz Noak. Diese Kampfgruppe bestand aus etwa der Hälfte der schweren Panzerjäger-Abteilung 654, zusammengesetzt aus den Kampfgruppen Schnepf und Heyn mit insgesamt 20 Jagdpanthern. Hinzu kamen zwei Panzerjägerkompanien, die 1./Heeres-Panzerjäger-Abteilung 93 und die 1./Heeres-Panzerjäger-Abteilung 525 mit insgesamt 22 Nashörnern. Während der Operation wurden die gepanzerten Teile der Panzerbrigade 106 Noak unterstellt.[9]
- Heeres-Sturmgeschütz-Brigade 280 unter dem Kommando von Major Kurt Kühme. Die Brigade verfügte über 12 Sturmgeschütze III und Sturmhaubitzen 42.[10][4]

Als Reserve stand Thumm außerdem die 269. Infanteriedivision (Generalleutnant Hans Wagner) zur Verfügung. Teile dieser Division wurden nach einigen Tagen eingesetzt, doch die gesamte Division wurde Mitte Januar an die Ostfront verlegt und stand somit nicht mehr zur Verfügung. Zusätzlich war das Divisions-Füsilier-Bataillon 708 der 708. Volksgrenadier-Division verfügbar.

### Alliierte
Die Verteidigung des Rhein-Sektors und des Brückenkopf Elsass lag in der Verantwortung der französischen 1. Armee unter dem Kommando von Général d‘armée Jean de Lattre de Tassigny. Der Nordsektor des Brückenkopf Elsass wurde vom französischen 2. Armeekorps verteidigt, und der betreffende Abschnitt war von der 1. Freien Französischen Division (frz.: 1re DFL) unter Général de brigade Pierre Garbay besetzt. Diese Division hatte den Sektor erst am 31. Dezember 1944 übernommen, nachdem sie zuvor an der Atlantikküste eingesetzt worden war. In der unmittelbaren Angriffsrichtung lag die 4. Brigade unter Colonel Raynal. Diese bestand aus:
- Bataillon de marche Nr. 21 (abgekürzt BM 21, unter Capitaine Fournier)
- Bataillon de marche Nr. 24 (abgekürzt BM 24, unter Commandant Pierre Coffinier)
- Bataillon d'infanterie de marine et du Pacifique (abgekürzt BIMP, unter Commandant Edmond Magendie)

Teile des übrigen Divisionskontingents wurden in den folgenden Tagen zur Unterstützung eingesetzt. Auch Einheiten der Unabhängigen Brigade Elsass-Lothringen unter Colonel André Malraux kamen zum Einsatz.

### Zustand der Truppen auf beiden Seiten
Sowohl die französischen als auch die deutschen Truppen, die an den Kämpfen teilnehmen sollten, befanden sich nicht in optimalem Zustand. Die 1. Freie Französische Division hatte im Spätherbst 1944 erheblich an Erfahrung eingebüßt. In dieser Zeit wurden etwa 6000 erfahrene senegalesische (koloniale) Soldaten durch unerfahrene Mitglieder der Forces françaises de l’intérieur (FFI) ersetzt. Diese Ersetzung der damals sogenannten „Schwarzen“ durch weiße Männer ist in Frankreich als „Blanchiment des troupes coloniales“ (frei übersetzt: „Weißwaschen der Kolonialtruppen“) bekannt. Die Kampfkraft der Division sank dadurch erheblich und war Anfang Januar sicherlich nicht mehr auf dem früheren Niveau. Auch bei den Deutschen sah es nicht viel besser aus. Die 198. Infanteriedivision hatte sich beim Rückzug aus der Provence schwere Verluste zugezogen. Diese wurden im Herbst 1944 durch zwei Grenadierbataillone, ein Festungs-Infanterie-Bataillon, ein Festungs-MG-Bataillon, eine Schiffs-Stamm-Abteilung, Reste zweier weiterer Bataillone, Teile eines Sicherungs-Regiments, Teile einer Marine-Artillerie-Abteilung usw. ersetzt – also ein Sammelsurium verschiedenster Truppen unterschiedlicher Herkunft.
Die Panzerbrigade 106 verfügte zu Beginn über 2 Panzer IV und 12 Panther, von denen jedoch nur jeweils 1 bzw. 3 einsatzbereit waren. Zum Vergleich: Eine vollständige Panzerbrigade sollte über 36 Panther und 11 Jagdpanzer IV verfügen. Beim Personal (einschließlich der Panzergrenadiere) lag die Brigade jedoch bei 80 % der Sollstärke. Auch die Heeres-Sturmgeschütz-Brigade 280 verfügte nur über ein Viertel ihrer organischen Sturmgeschütze.
Truppenkennzeichen der wichtigsten Einheiten

198. Infanterie-Division
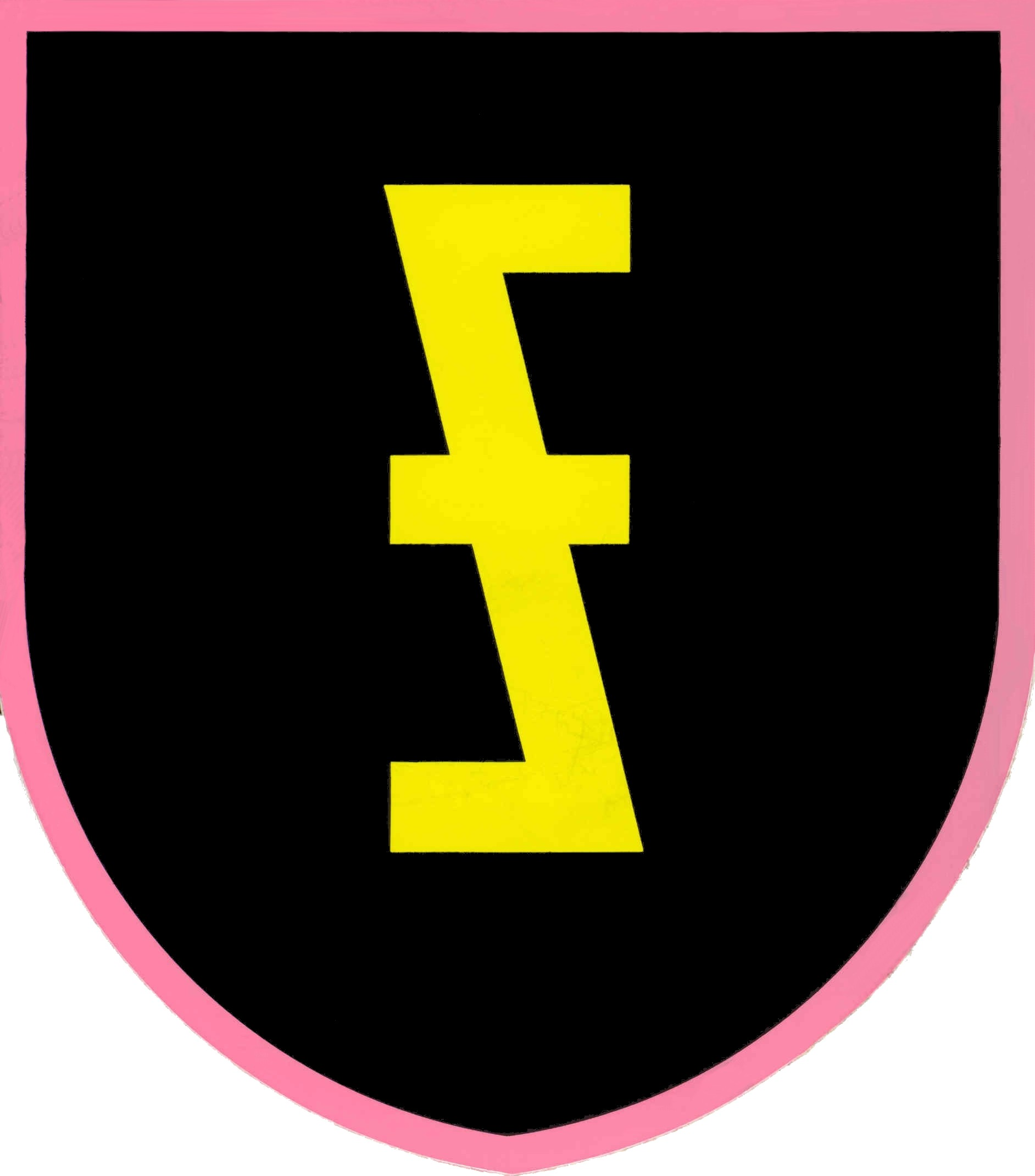
Panzer Brigade 106
4. Freie Französische Brigade
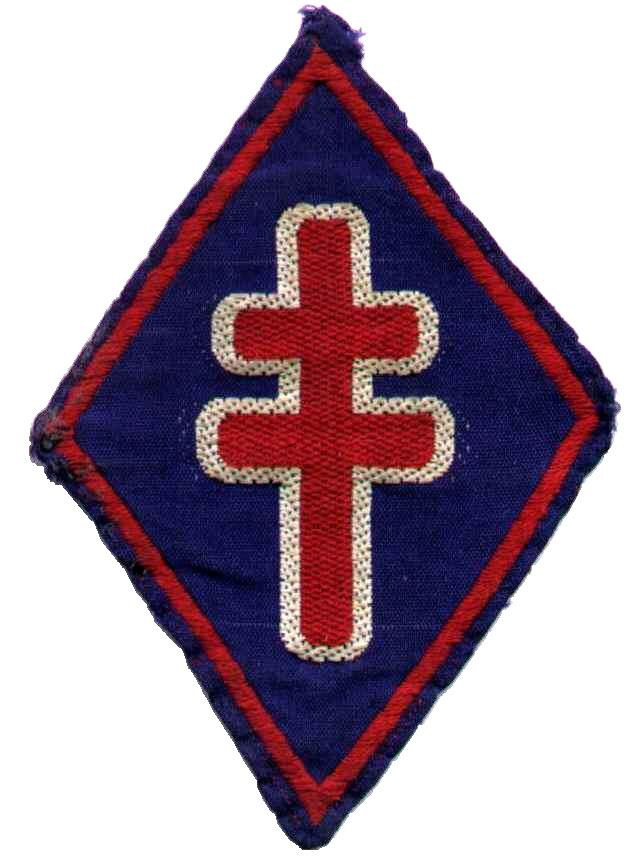
1. Freie Französische Division

## Verlauf der Kämpfe – Tag für Tag

### Tag 1: 7. Januar 1945
Der Angriff begann wie geplant. Das links operierende Grenadierregiment 305 drang ab 05:00 Uhr durch den Wald von Sermersheim vor, wurde jedoch durch eine gesprengte Brücke bei dem Riedhof und französischen Widerstand von Vorposten des 11. Kürassierregiments (frz.: 11e Régiment de Cuirassiers) aufgehalten. Am Abend erreichte das Regiment lediglich die nördlichen und westlichen Ränder des Sermersheim-Waldes und das Riedwald. Die rechts operierende Gruppe (Grenadierregimente 308 und 326) nahm Neunkirch bereits gegen 08:50 Uhr ein, womit der Durchbruch gelang. Nun konnte die Kampfgruppe Noak ausbrechen, die Zembs wurde überquert, und gegen 10:30 Uhr erschienen die ersten Panzerfahrzeuge vor Osthouse. Gegen 12:00 Uhr tauchten Panzer südlich von Erstein auf, feuerten und zogen sich wieder zurück. Um 13:00 Uhr wurde die Kanalbrücke südlich von Krafft erobert. Am Nachmittag folgte ein Angriff in Richtung Krafft, bei dem ein Jagdpanther durch Panzerabwehrfeuer zerstört und ein zweiter beschädigt wurde. Eine Kompanie des BM 21 konnte die Brücke über den Ableitungskanal der Ill sprengen. Weitere Angriffe wurden daraufhin abgebrochen, und die Deutschen gingen dort in die Verteidigung über.
Hinter den Panzern rückte die Infanterie vor, nahm Witternheim gegen 10:30 Uhr ein und griff gegen 11:00 Uhr Herbsheim aus Südosten an. Dieser Angriff wurde von den französischen Einheiten ebenso abgewehrt wie ein weiterer um 16:30 Uhr. In der Nacht wurde ein weiterer Angriff mit Unterstützung von drei leichten Panzern des 1. RFM (frz.: 1er Régiment de Fusiliers Marins) zurückgeschlagen.
Im Gebiet zwischen dem Rhône-Rhein-Kanal und dem Rhein kam es tagsüber nur zu Kämpfen mit deutschen Truppen, die Rhinau und Friesenheim besetzt hielten, nachdem sich die Franzosen nach Boofzheim zurückgezogen hatten. Für BM 24 schien zunächst wenig los zu sein, bis am frühen Nachmittag zwei deutsche Panzerfahrzeuge (vermutlich die zuvor genannten Jagdpanther) nordwestlich von Gerstheim gemeldet wurden. BM 24 erhielt den Befehl, die Stellung zu halten, da eine Gegenoffensive über die Straßen Osthouse–Gerstheim und Sand–Obenheim vorbereitet wurde. Diese Aktionen waren im Grunde nur Aufklärungsunternehmen, doch die Deutschen reagierten sofort und verzögerten ihre Vorstöße nach Norden, um sich stärker auf Sand und Benfeld zu konzentrieren. Am Ende des Tages begann die 1re DFL, den Sektor mit verfügbaren Kräften zu verstärken. Die Reste des Combat Command 5 der 5. Französischen Panzerdivision wurden dem Sektor zugewiesen, und BM 11 (2. Brigade) wurde beschleunigt durch amerikanische Truppen abgelöst. Noch am selben Abend befahl Himmler, die Angriffe in Richtung Benfeld zu verstärken und anschließend nach Nordwesten in Richtung Molsheim vorzurücken.

### Tag 2: 8. Januar 1945

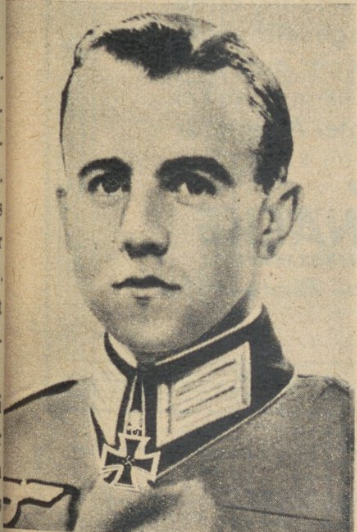
Karl-Heinz Noak, hier als Oberleutnant 1942

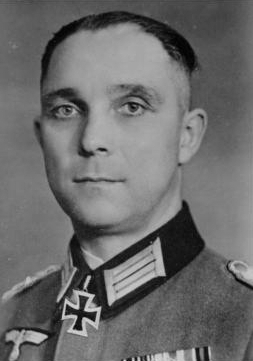
Franz Bäke, hier als Major im Februar1944

Trotz ihrer Bemühungen erzielten die Deutschen nur begrenzte Fortschritte, während die französischen Truppen ihre ersten ernsthaften Gegenangriffe starteten. Nach einer Nacht in Krafft rückte die Kampfgruppe Noak langsam über die Straße Sand–Obenheim vor. Am Abend konnte das Grenadierregiment 326 trotz Panzerunterstützung nicht über das Pfifferwald hinauskommen – es stieß auf französische Versuche, die Verbindung zu BM 24 wiederherzustellen. Um 09:00 Uhr traf ein französisches Detachement auf deutsche Panzer und musste sich zurückziehen. Um 14:15 Uhr hatte ein Angriff von Teilen des BM 11 das gleiche Ergebnis. Weiter nördlich versuchten die Deutschen um 07:30, 11:00 und 12:30 Uhr vergeblich, die Brücke bei Osthouse zu nehmen. Ein französischer Versuch gegen 10:15 Uhr auf der Straße Osthouse–Gerstheim scheiterte ebenfalls. Am Nachmittag rückte dieselbe Einheit mit Verstärkung durch BM 11 bis zum Ostrand des Osthouse-Waldes vor, erhielt dann jedoch den Befehl zum Rückzug. Auch die französischen Offensiven am Abend blieben erfolglos.
Die Verbindung zu BM 24 konnte nicht wiederhergestellt werden, aber auch der deutsche Vormarsch in Richtung Sand kam vorübergehend zum Stillstand. Die deutsche Führung war unzufrieden mit der Aggressivität der Panzertruppen, und Major Noak wurde durch Oberst Franz Bäke ersetzt.
Den ganzen Tag über wurden Rossfeld und Herbsheim bombardiert, und im Westen dehnten die Deutschen ihre Besetzung der Wälder aus. Östlich des Kanals ging Daubensand verloren, und ein deutsches Bataillon überquerte den Rhein bei Gerstheim. Der Kommandant von BM 24 erwog daraufhin einen Rückzug nach Norden. Um 20:00 Uhr erhielt er die Genehmigung, Gerstheim zu erreichen, nachdem er die französischen Truppen aus Boofzheim zurückgeholt hatte. Doch in der Nacht erhielt BM 24 den Befehl, in Obenheim zu verbleiben.

### Tag 3: 9. Januar 1945
Dies war ein entscheidender Tag. Die Verbindung zwischen den Gruppen Pfifferwald (GR 326) und Hirtzwald kappte alle Verbindungen zu den Garnisonen von Rossfeld und Herbsheim. Die Kampfgruppe Noak rückte zur Ill südlich von Heussern vor. Gegen diesen Vorstoß sollten die neuen Versuche zur Befreiung von BM 24 anrennen. Eine gemischte Gruppe (BM 11 – CC 5) griff gegen 09:30 Uhr auf der Achse Sand–Obenheim an und erreichte gegen 15:00 Uhr den Ostrand des Pfifferwalds. Gegen 17:00 Uhr erschienen bei Ehl etwa zwanzig deutsche Panzer ohne Infanterie, was eine doppelte Bedrohung darstellte: ein möglicher Übergang über die Ill oder ein Angriff? Die französische Gruppe zog sich zurück.
Die deutschen Absichten gegenüber BM 24 wurden immer deutlicher. Der Angriff auf Obenheim begann. Nach schwerem Artilleriebeschuss näherte sich gegen 15:30 Uhr das 1./308 den nördlichen Außenbezirken von Gerstheim, startete einen Angriff mit zwei Kompanien und drei Jagdpanthern und schloss das Dorf ein. Die französische Besatzung (etwa 100 Mann der Unabhängigen Brigade Elsass-Lothringen) zog sich daraufhin nach Norden zurück. BM 24 blieb damit allein zurück, und um eine Vernichtung zu verhindern, hätte der Rückzugsbefehl unverzüglich erteilt werden müssen. Doch das französische Oberkommando, bis hin zu Général de Lattre, debattierte weiter darüber, das Bataillon dort zu halten, und sprach sogar von Erkundungen und Angriffen am Ostufer des Rheins. Während das französische Kommando auf abstrakter Ebene aktiv war, begann der Generalstab der 19. Armee sich wegen einer lokalen Aktion Sorgen zu machen: Elemente des 1. und 3. Schwadron des 1. RFM rückten am Nachmittag von Benfeld nach Herbsheim vor, durchbrachen die Verteidigungslinie, nahmen Kontakt mit der Garnison von Obenheim auf und brachten nach der Versorgung mit Lebensmitteln und Munition die Verwundeten zurück zu ihrem Ausgangspunkt.
Gleichzeitig wurde der Kommandant der 1re DFL mit neuen Sorgen konfrontiert: das BIMP war erschöpft. Da keine Evakuierung von Rossfeld und Herbsheim vorgesehen war, sollte bis zum 10. Januar eine Verstärkung oder Ablösung erfolgen – zum Glück war die 1. BLE (Brigade der Fremdenlegion – frz.: Brigade de Légion étrangère) gerade von den Amerikanern abgelöst worden.

### Tag 4: 10. Januar 1945

#### Schicksal der Garnison von Obenheim
Ab 7:30 Uhr intensivierte die deutsche Artillerie ihr Feuer; um 9:00 Uhr wurden Flugblätter abgeworfen, und gegen 10:00 Uhr wurden zwei Parlamentäre zurückgeschickt. Gegen 14:00 Uhr warfen Marauder 72 Container ab, von denen ein großer Teil verloren ging. Der Einsatz von Flugzeugen des 1. französischen Luftkorps und des XII TAC sorgte vorübergehend für Entlastung. Der deutsche Angriff auf die Stadt war aus vier Richtungen geplant: aus dem Norden mit der 1./308 (Oblt. Heinrich Meschede) und sechs Jagdpanthern (Kampfgruppe Heyn), aus dem Nordosten, aus dem Südosten, und aus dem Süden mit drei Kompanien (4./5./6.) des Panzergrenadier-Bataillons 2106, der Panzer-Kampfgruppe Heesen (106), dem SPW-Bataillon Bennwitz (106), der Panzer-Kampfgruppe Kühme (Sturmgeschütz-Brigade 280) und der Kampfgruppe von Brunn (198. Infanteriedivision). In letzter Minute verstärkten ein SS-Bataillon und zwei Sturmgeschütze den Angriff aus dem Süden (die SS-Truppen stammten vom SS-Regiment Radolfzell). Der Angriff begann um 10:00 Uhr, wurde jedoch eingeschränkt. Die Bedrohung konkretisierte sich im Norden, wo die deutsche Infanterie, unterstützt von Panzern, nach der Zerstörung zweier 57-mm-M1-Panzerabwehrkanonen in das Dorf eindringen konnte. Gegen 19:30 Uhr traf der Kommandeur des LXIV. Armeekorps vor Ort ein und der Angriff wurde wieder aufgenommen. Es kam zu einem Durchbruch in der südlichen Verteidigung, wodurch der Verteidigungsperimeter immer kleiner wurde. Nach der Zerstörung von Dokumenten und Ausrüstung wurde der Befehl zur Waffenruhe vor 21:30 Uhr erteilt. Die Deutschen zählten 569 Gefangene, darunter 17 Offiziere, 80 Verwundete und 20 Tote. Zwei Offiziere und ein Verbindungsoffizier konnten entkommen, fünf Soldaten versteckten sich in den Ruinen. Damit hörte BM 24 auf zu existieren – und die Bestürzung unter den Franzosen war groß.

#### Ablösung der Garnisonen von Herbsheim und Rossfeld
Nach einem Bombardement deutscher Stellungen durch 13 französische Flugzeuge brach um 16:00 Uhr ein französisches Detachement auf – bestehend aus gepanzerten Fahrzeugen des CC 5 (unter dem Kommando von Commandant de Mosier) und einem Fallschirmjägerbataillon (II/1er Régiment de Parachutistes). Sie drängten den Feind zurück und öffneten den Weg, sodass die Deutschen ab 17:30 Uhr vertrieben waren und die 1. BLE beide Orte erreichen konnte. Um 20:00 Uhr waren die ersten Einheiten bereit und das BIMP trat den Rückweg an. Um 5:00 Uhr morgens war alles beendet – nur die deutsche Artillerie hatte noch eingegriffen. Der französische Erfolg war eindeutig: Neben der erfolgreichen Ablösung der beiden Garnisonen hatten die deutschen Einheiten schwere Verluste erlitten (139 Tote und Vermisste).

### Tag 5: 11. Januar 1945
Nachdem Himmler Kritik an der Durchführung der Operationen durch das LXIV. Armeekorps und die 198. Infanteriedivision geäußert hatte, forderte er, dass General Rasp persönlich die Leitung von einem vorgeschobenen Gefechtsstand aus übernehmen solle. Die Aufgabe wurde ihm erleichtert durch den Einsatz eines erheblichen Teils der 269. Infanteriedivision (Grenadierregiment 469, gesamte Artillerie, diverse Einheiten) sowie durch Artilleriebeschuss auf Benfeld von Stellungen östlich des Rheins aus. Die Ereignisse entwickelten sich daraufhin deutlich günstiger für die Deutschen: Die Lücke in der Front südöstlich von Benfeld wurde geschlossen, die Verbindung um die beiden Stützpunkte verstärkt und die vorgeschobene Linie nahe dem Ostufer der Ill konsolidiert. Einheiten der 269. Infanteriedivision übernahmen den südlichen und südöstlichen Teil des Sektors. Dadurch wurden Elemente der Kampfgruppe Noak freigesetzt, die einen Vorstoß nach Ziegelscheuer durchführten, die Lutter überquerten und nur durch die zerstörte Brücke über die Ill aufgehalten wurden – Benfeld lag nur 500 Meter entfernt.
In der Nacht vom 11. auf den 12. Januar wurden die Garnisonen der 1. BLE und von BM 11 in Herbsheim und Rossfeld schließlich evakuiert. Nach der Unbrauchbarmachung von schwerem Gerät zogen sich die französischen Truppen in ihre Linien an der Ill zurück und waren bis 6:00 Uhr morgens wieder in Sicherheit.

### Tag 6: 12. Januar 1945
Schließlich gelang es den Deutschen an diesem Tag, das Ostufer der Ill in dem Gebiet zu sichern, das im ursprünglichen Plan vorgesehen war. Am sechsten Tag der Kämpfe wurde das Ziel erreicht; jedoch war die Vernichtung der feindlichen Truppen zwischen Rhein und Ill nicht abgeschlossen und ein Brückenkopf konnte nicht gebildet werden. Herbsheim wurde um 8:30 Uhr eingenommen, Rossfeld um 11:15 Uhr. Die Überlebenden der 1. BLE verstärkten die Verteidigung rund um Benfeld, während die Deutschen im Norden aktiv waren: Besetzung des südlichen Teils von Krafft und Angriffe um 03:00 Uhr und 06:30 Uhr auf die Brücke bei Osthouse. Diese Brücke war bereits um 01:00 Uhr aus Sicherheitsgründen auf Befehl des Kommandeurs gesprengt worden. Am Ende des Tages war die 1re DFL vollständig in einer Verteidigungsstellung hinter der Ill neu gruppiert – auf einer Position, die sie sechs Tage zuvor mit intakten Einheiten hatte einnehmen wollen.

### Tag 7: 13. Januar 1945
Nachdem der Stab der 19. Armee versucht hatte, seine Verteidigungslinie durch gezielte, aggressive Aktionen zu stärken, musste er am späten Nachmittag jede Offensive größeren Ausmaßes aufgeben. Rasp erhielt den Befehl die 269. Infanteriedivision für eine Verlegung außerhalb des Armeesektors bereitzustellen. Diese Division sollte dringend an die Ostfront verlegt werden. Als Ausgleich trafen ein Alarmbataillon aus Colmar sowie zwei Grenzschutzbataillone aus Deutschland ein. Vorübergehend erweckten das Geräusch der Panzer und der Rückzug der 269. Infanteriedivision bei den Franzosen den Eindruck, dass ein Angriff bevorstand.

### Tag 8–10: 14.–16. Januar 1945
Die 198. Infanteriedivision erhielt erneut die Verantwortung für die nördlichen und nordwestlichen Frontabschnitte des Brückenkopf Elsass. Obwohl sie einige Verstärkungen an Infanterie erhielt, wurde nahezu die gesamte Panzerunterstützung abgezogen und am 16. Januar in den Norden von Freiburg verlegt. Am 15. Januar verließen die ersten Elemente der 269. Infanteriedivision das Gebiet in Richtung Schlesien. Nach dem letzten gescheiterten Versuch an der Fußgängerbrücke von Huttenheim am 14. Januar beschränkten sich die deutschen Streitkräfte fortan auf die Verteidigung und den weiteren Ausbau der Ill-Linie sowie auf Aufklärungsaktivitäten. Auf französischer Seite stellte man eine Abnahme und schließlich ein Ende der feindlichen Aggressionen fest. Dennoch hinderte dies die Franzosen nicht daran, weiterhin alle möglichen Verteidigungsmaßnahmen zu treffen.

## Schlussbetrachtung

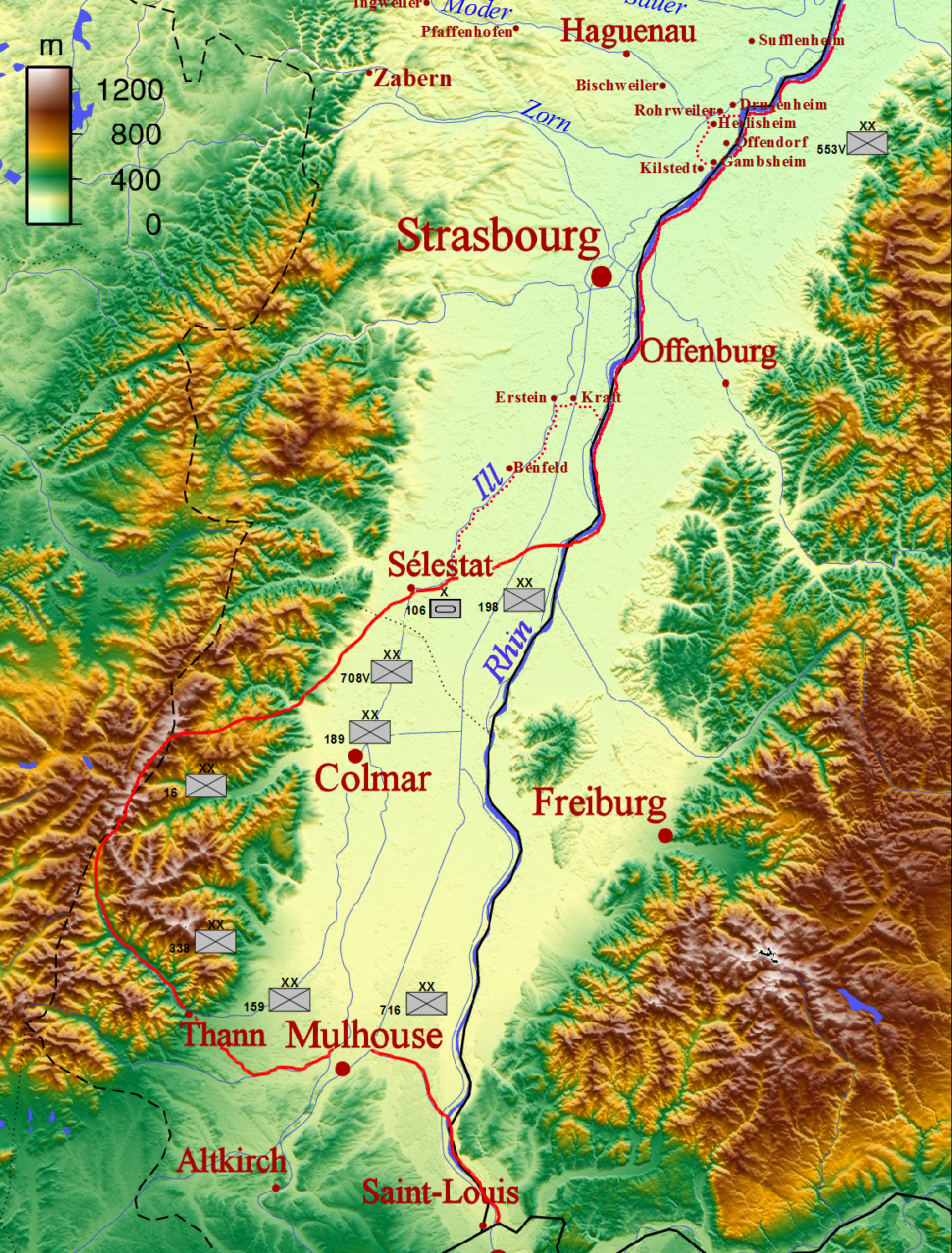
Unternehmen Sonnenwende auf der Nordseite des Brückenkopfs Elsass (rote gestrichelte Linie)

Die Operation Sonnenwende als Teil des offensiven Projekts „Unternehmen Nordwind“ war ein Fehlschlag. Weder die alliierten Streitkräfte noch Straßburg wurden dadurch ernsthaft gefährdet, und es wurden dem Gegner keine irreparablen Verluste zugefügt. Als lokale Unternehmung hatte sie einen begrenzten Erfolg. Das festgelegte Ziel, den Fluss Ill zu erreichen und feindliche Kräfte zu vernichten, wurde mit Einschränkungen erreicht. Es wurde kein Brückenkopf gebildet und ein Teil der eingekesselten feindlichen Truppen konnte entkommen. Die erzielten Ergebnisse gingen zudem mit einer erheblichen Schwächung der eingesetzten Kräfte und einer unnötigen Verlängerung der Frontlinie um etwa 12 Kilometer einher.
Die heterogenen deutschen Truppen, ohne erfahrene Offiziere, mutig, aber ohne echte Widerstandskraft, erfüllten ihre Pflicht, gingen aber nicht darüber hinaus (es gab entsprechend viele „Vermisste“). Auch unter deutlich günstigeren Bedingungen (Deckung an den Einsatzorten) erfüllten die französischen Truppen ihre Aufgabe. Führer kleiner Einheiten, die am ersten Tag erfolgreich Initiativen zur Wiederherstellung der Verteidigungslinie ergriffen und es schafften, die Kohärenz ihrer eingekesselten Formationen zu bewahren, waren von großer Bedeutung. Die deutsche Armeeführung konnte ihren Gegner objektiv einschätzen:
„Die Verstärkungen bestehen aus relativ jungen Jahrgängen; ihre kurze Ausbildung wird teilweise durch einen Stamm wertvoller Offiziere und kampferfahrener Unteroffiziere ausgeglichen. Die Elemente, die sich zwischen dem 7. und 12. Januar eingekesselt fühlten, haben gut gekämpft.“

### Das Wetter
Der Winter 1944/1945 in diesem Gebiet war streng. In diesem Zeitraum im Januar 1945 kam es zu nächtlichem Frost mit Temperaturen bis zu −20 °C. Die Schneedecke war örtlich bis zu einem Meter hoch. Zudem herrschte häufig (dichter) Nebel. Durch dieses typische Winterwetter wurde der Einfluss der alliierten Luftstreitkräfte auf ein Minimum reduziert, was den Deutschen in die Karten spielte.

## Verluste
Auf menschlicher Ebene waren die Verluste auf beiden Seiten erheblich im Verhältnis zu den eingesetzten Truppen.
Auf französischer Seite: Für die 11re DFL beliefen sich die Verluste vom 3. bis 17. Januar auf 99 Tote, 389 Verwundete und 906 Vermisste (die meisten davon aus BM 24). Zusätzlich hatte die unabhängige Brigade Elsass-Lothringen ca. 40 Mann Verluste, CC 5 hatte 8 Tote, 20 Verwundete und 12 Vermisste und das régiment d’artillerie coloniale d’AOF (RACAOF) hatte 2 Tote, 3 Verwundete und 6 Vermisste zu verzeichnen.
Auf deutscher Seite wurden vom 7. bis 12. Januar folgende Verluste erlitten: 115 Tote, 391 Verwundete und 155 Vermisste. Verteilung nach Einheiten:
| Einheit          | Tote  | Tote  | Tote    | Verwundete | Verwundete | Verwundete | Vermisste | Vermisste | Vermisste |
| Einheit          | Offz. | Uffz. | Mansch. | Offz.      | Uffz.      | Mansch.    | Offz.     | Uffz.     | Mansch.   |
| ---------------- | ----- | ----- | ------- | ---------- | ---------- | ---------- | --------- | --------- | --------- |
| 198. ID          | 3     | 19    | 55      | 10         | 34         | 228        | 5         | 17        | 95        |
| PzBrigade 106    | 1     | 4     | 4       | 2          | 4          | 38         | 0         | 3         | 15        |
| Füs. Btl 708     | 1     | 1     | 9       | 0          | 6          | 21         | 0         | 3         | 17        |
| StuGeschBrig 280 | 1     | 0     | 2       | 0          | 4          | 5          | 0         | 0         | 0         |
| sPzJgAbt 654     | 0     | 0     | 5       | 2          | 2          | 7          | 0         | 0         | 0         |
| Nashorn-Kp 525   | 0     | 0     | 0       | 0          | 0          | 0          | 0         | 0         | 0         |
| Nashorn-Kp 93    | 0     | 0     | 0       | 1          | 3          | 10         | 0         | 0         | 0         |
| Total            | 6     | 24    | 75      | 16         | 56         | 319        | 5         | 23        | 127       |

Materielle Verluste: Auf französischer Seite waren die Verluste deutlich höher, insbesondere durch die erzwungene Evakuierung der Stützpunkte. Der Einsatz gepanzerter Elemente führte zum vollständigen Verlust von 4 mittleren Panzern, 2 leichten Panzern, 6 Jagdpanzern und einem gepanzerten Fahrzeug. Auf deutscher Seite gingen insgesamt 9 Fahrzeuge verloren. Etwa 45 Fahrzeuge mussten repariert werden (15 langfristig, 30 kurzfristig).

## Trivia
In Straßburg gibt es eine Straße, die nach dem BM 24 benannt ist: Rue du Bataillon de Marche 24.